# Gracie Lou kalandjai
A Gracie Lou kalandjai (eredeti cím: Gracie Lou) egy brit–ausztrál televíziós flash animációs sorozat. Amerikai Egyesült Államok a The Learning Channel A sorozat főszereplője Gracie Lou, aki barátaival együtt színesen, vidáman és zenésen mutatja be a világát. Barátaival közösen remekül szórakoznak a szavak tanulása, az izgalmas játszások és a dalok éneklése idejében. A tévénőzők is csatlakozhatnak a szórakozásukhoz, amikor felteszik a kérdést, hogy: „Van kedved játszani velünk?”.

## Szereplők
- Graci Lou – A sorozat főszereplője, aki egy 3 éves kislány és a barátaival sok klassz szórakozásban vesz részt.
- További szereplők: Carol-Anne, Hellene, Norman, Wally, Dziadek

## Epizódok
1. Head, Shoulders, Knees And Toes
2. Never Smile At A Crocodile
3. Row Your Boat
4. The Wheels On The Bus
5. This Is The Way
6. 1 2 3 4 5
7. Miss Polly
8. Ding Dong Bell
9. I Ride My Bicycle
10. I Am The Music Man
11. Horsey Horsey
12. Teddy Bear, Teddy Bear
13. Jack And Jill
14. Ten Green Bottles
15. One Two Buckle My Shoe
16. One Man Went To Mow
17. Six Little Ducks
18. Ten Fat Sausages
19. Ten Little Indians
20. Three Blind Mice
21. Mary Had A Little Lamb
22. If You're Happy And You Know It
23. I'm A Little Teapot
24. Ring A Ring Of Roses
25. Round And Round The Garden
26. The Hokey Cokey
27. Two Little Dickie Birds
28. See Saw Marjory Daw
29. With My Foot I Tap, tap, tap
30. Grand Old Duke Of York
31. Jelly On A Plate
32. Baa Baa Black Sheep
33. Old McDonald Has A Farm
34. One Finger One Thumb
35. Daddy's Taking Us To The Zoo Tomorrow
36. Wind The Bobbin Up
37. Farmers In The Dell
38. Twinkle, Twinkle Little Star
39. 10 In The Bed
40. I'm A Kangaroo
41. Five Little Ducks
42. Five Little Monkeys
43. Incy Wincy Spider
44. Knick Knack Paddy Whack
45. A B C Song
46. Chugga Chugga
47. The Dancing Girls
48. The Animal Rock
49. Hickory Dickory Dock